# Joanot Martorell
Joanot Martorell (asi 1410–1465) byl španělský rytíř a spisovatel. Proslul rytířským románem Tirant lo Blanch, který byl ale vydán až po jeho smrti v roce 1490. Román byl napsán ve valencijštině. Román ovlivnil i Miguela de Cervantese, jehož Don Quijote na jednom místě slavného Cervantesova románu říká, že Tirant lo Blanch je nejlepší kniha na světě. Martorell předčasně zemřel v důsledku dvorských intrik, takže román zůstal nedokončený. K vydání jej připravil jeho přítel a kolega Martí Joan de Galba, který Martorella za jeho života finančně podporoval a který román možná i upravil. Rytířem byl Martorell jmenován roku 1433. Mnoho let strávil v Anglii, Portugalsku a Itálii. Martorellova sestra Isabel byla provdána za spisovatele Ausiàse Marche.